# Civry
Civry är en kommun i departementet Eure-et-Loir i regionen Centre-Val de Loire strax norr om centrala Frankrike. Kommunen ligger i kantonen Châteaudun som tillhör arrondissementet Châteaudun. År 2018 hade Civry 341 invånare.

## Befolkningsutveckling
Antalet invånare i kommunen Civry
Referens:INSEE